# Kelvin (ort i Australien)
Kelvin är en ort i Australien. Den ligger i kommunen Gunnedah och delstaten New South Wales, i den sydöstra delen av landet, omkring 350 kilometer norr om delstatshuvudstaden Sydney. Antalet invånare är 355.
Runt Kelvin är det mycket glesbefolkat, med 2 invånare per kvadratkilometer.. Det finns inga andra samhällen i närheten.
Trakten runt Kelvin består till största delen av jordbruksmark. Genomsnittlig årsnederbörd är 760 millimeter. Den regnigaste månaden är februari, med i genomsnitt 120 mm nederbörd, och den torraste är oktober, med 16 mm nederbörd.